# Sportanlage Sihlhölzli

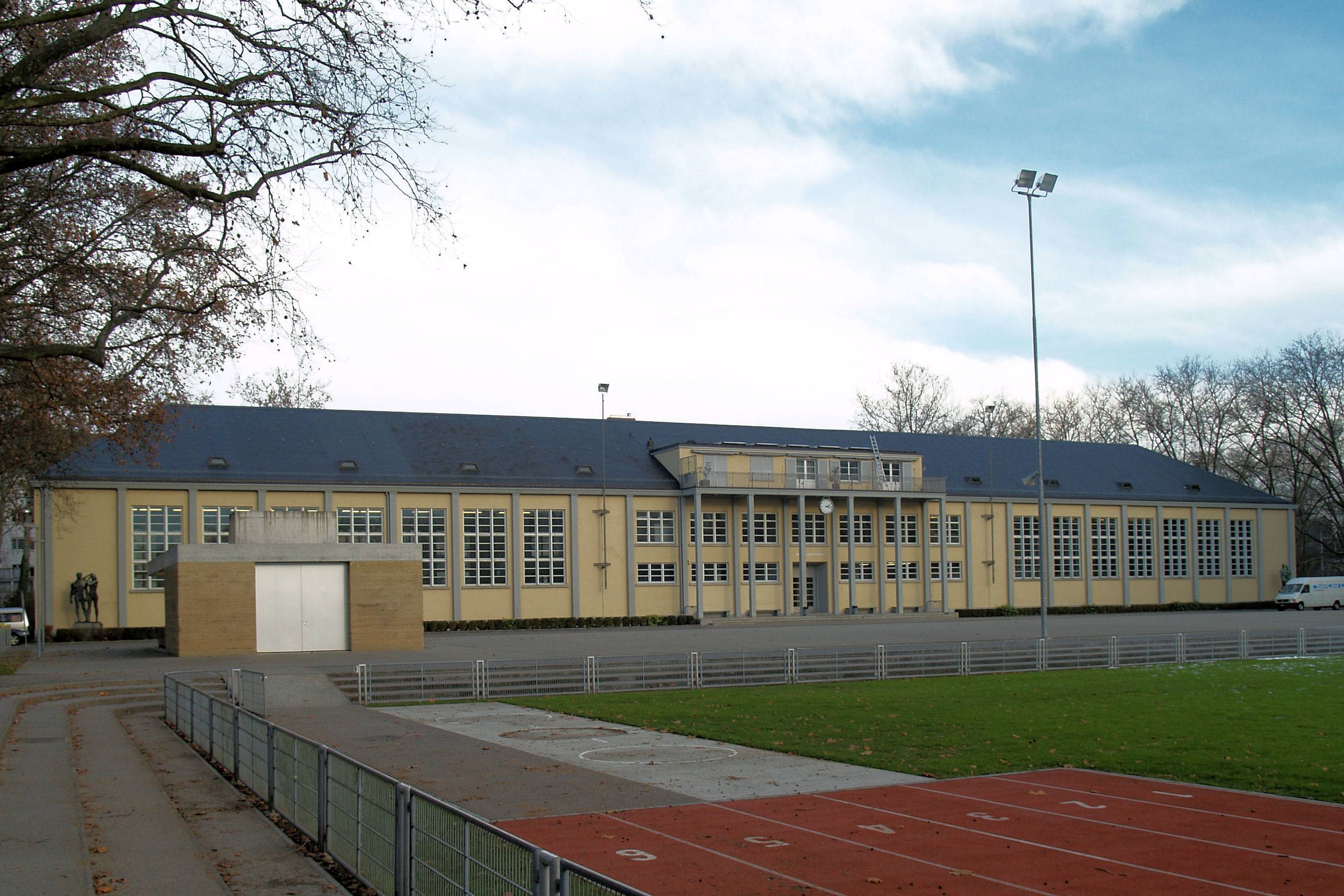
Turnhalle Sihlhölzli

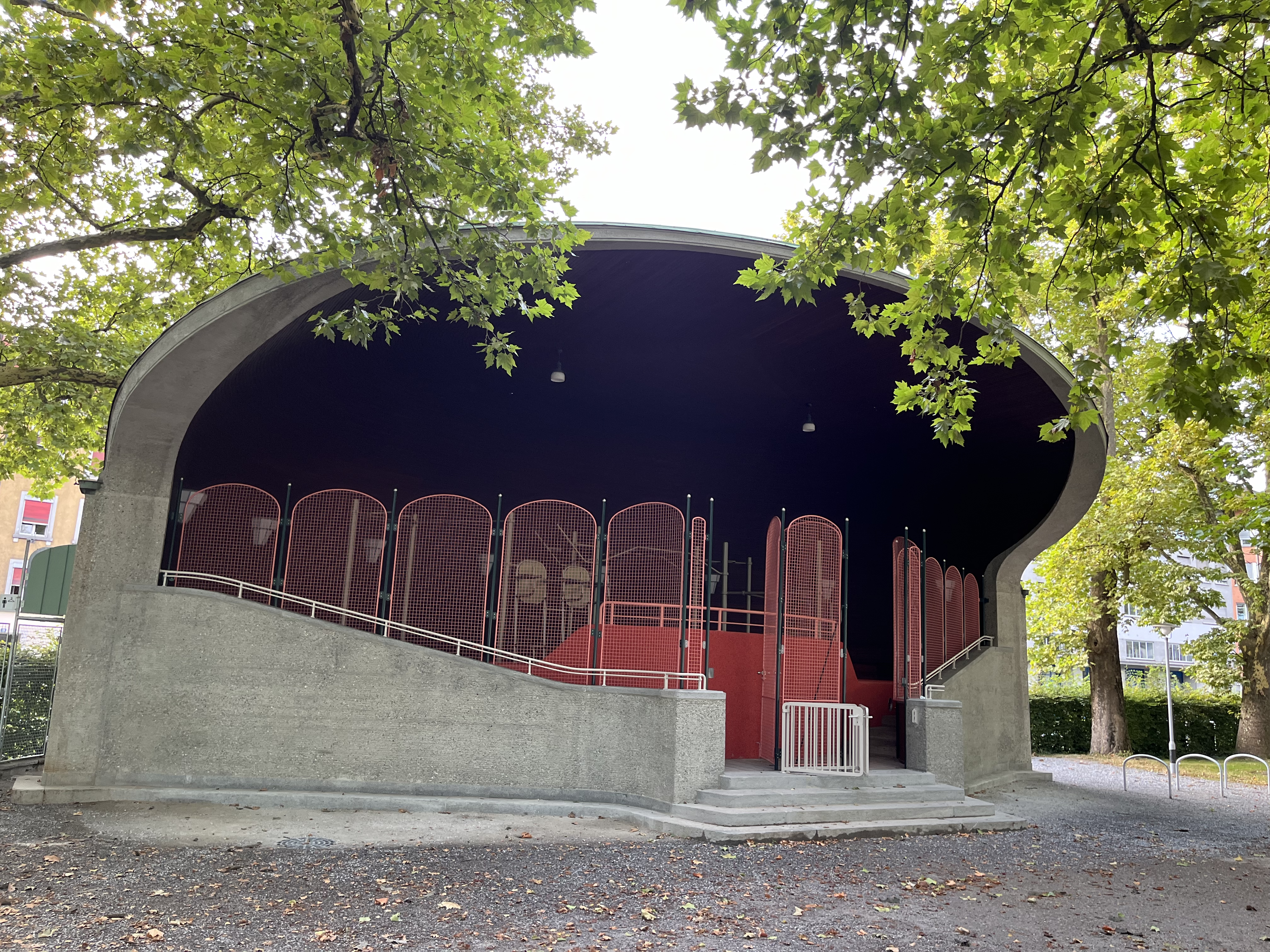
Musikpavillon Sihlhölzli mit Zürifit-Anlage

Die Sportanlage Sihlhölzli liegt im Stadtteil Wiedikon in Zürich zwischen der Sihl und der Manessestrasse. Sie wurde als städtische Sportanlage erbaut, als welche sie noch heute dient. Auf dem Areal stehen zwei denkmalgeschützte Bauten, die vom Bauunternehmen Heinrich Hatt-Haller erbaut wurden. Die Anlage wurde um 1927/28 geplant und umfasst eine Leichtathletikaussenanlage und eine Turnhalle. Diese werden von Baumalleen eingerahmt. Zusätzlich sind ein Musikpavillon und ein Toilettenanlage mit Kiosk vorhanden. Die gesamte Anlage ist eingefriedet und parkähnlich aufgebaut.
Im 18. Jahrhundert lag an gleicher Stelle eine barocke Parkanlage, die im 19. Jahrhundert von Leopold Karl Theodor Fröbel neu gestaltet wurde.

## Turnhalle Sihlhölzli
Die Turnhalle wurde zwischen 1930 und 1931 nach den Plänen von Stadtbaumeister Hermann Herter und des Ingenieurs Robert Maillart erbaut. Es handelt sich um einen neoklassizistischen, axialsymmetrischen Bau. Das Gebäude ist als schützenswert klassiert und ist somit denkmalgeschützt.

## Musikpavillon Sihlhölzli
Der muschelförmige Betonbau wurde ebenfalls 1930/31 erbaut und zwar als gemeinsames Werk von Stadtbaumeister Hermann Herter und der Ingenieure Robert Maillart und F.M. Osswald. In den Jahren 2023 und 2024 erfolgte der Umbau des Stahlbetonbaus zu einer Street Workout-Anlage mit Umkleideräumen. Das Gebäude ist als schützenswert klassiert und ist somit denkmalgeschützt.

## Leichtathletikanlage
Die Leichtathletikanlage entspricht den Vorgaben der World Athletics und hat eine Kampfbahn Typ B mit 6 Bahnen. Die Anlage wurde 2005 gesamterneuert.